# منهتن (فیلم ۱۹۲۴)
«منهتن» (انگلیسی: Manhattan) فیلم کمدی رمانتیک است که در سال ۱۹۲۴ منتشر شد.